# Janvier 1842

## Événements
- Les Britanniques se retirent d’Afghanistan. Leur armée est totalement détruite par les Afghans sur la passe de Khyber .

- 1er janvier : fondation du journal de Cologne, Rheinische Zeitung (la Gazette rhénane), de tendance démocratique. En octobre, Karl Marx en devient rédacteur en chef révolutionnaire. Les autorités prussiennes font interdire le journal et poussent Marx à quitter le pays pour la France (31 mars 1843).

- 5 janvier : mort du comte Hanski, le mari d'Ewelina Hańska. Honoré de Balzac ne peut se libérer pour la rejoindre que l'année suivante.

- 6 janvier : l'ambassadeur de France en Espagne Narcisse-Achille de Salvandy quitte celle-ci après l'affaire protocolaire de la présentation des lettres de créance. Il conseille à Guizot d'envisager la guerre.

- 28 janvier, France : publication de l'originale du Rhin de Hugo.

## Naissances
- 5 janvier : Carl Engler (mort en 1925), chimiste et professeur allemand.
- 11 janvier : William James (mort en 1910), psychologue et philosophe américain.
- 12 janvier : Teobert Maler (mort en 1917), explorateur austro-allemand.
- 15 janvier : Paul Lafargue, gendre de Karl Marx, écrivain et homme politique socialiste français.

## Décès
- 15 janvier : Jean Baptiste Antoine Guillemin (né en 1796), botaniste français.
- 18 janvier : Ludvig Manthey, pharmacien danois (° 3 juin 1769).
- 30 janvier : François-Joseph Lecat, général d'Empire, militaire français (° 1764)